# تپه ورکورگ
تپه ورکورگ در شهرستان سرپل ذهاب، بخش مرکزی، دهستان حومه سرپل ذهاب، جنوب روستای ورکورگ واقع شده و این اثر در تاریخ ۱۸ اسفند ۱۳۸۷ با شمارهٔ ثبت ۲۴۷۹۶ به‌عنوان یکی از آثار ملی ایران به ثبت رسیده است.